# V-Híd Zrt.
A V-Híd Zrt. egy magyarországi székhelyű infrastruktúraépítő vállalat, amely a Mészáros Csoport tagjaként működik. A cég 2015-ben kezdte meg tevékenységét, és mára az infrastruktúraépítés egyik meghatározó szereplőjévé vált Magyarországon. Szlogenje: „Az infrastruktúra magyar építője.”

## Története és tevékenységi köre
A vállalat kezdetben vasúti pályák átépítésére specializálódott, majd fokozatosan bővítette tevékenységi körét, hogy komplex infrastrukturális beruházásokat is meg tudjon valósítani. Az elmúlt években a V-Híd irányításával különféle létesítmények épültek, köztük utak, hidak, vasútállomások, rakodó terminálok és parkolók.
A cég kiemelt figyelmet fordít a modern technológiák alkalmazására, és az elmúlt években több mint 100 millió eurót ruházott be gépbeszerzésekre. Gépparkja Európa egyik legkorszerűbb vágányépítő és átépítő gépláncát, az SMD 80 típust is magában foglalja, amely akár óránként 280 méternyi új vasúti pálya építésére képes.
2025 januárjában a vállalat stratégiai együttműködési megállapodást kötött a Budapesti Műszaki és Gazdaságtudományi Egyetemmel (BME), amely az oktatás, a kutatás-fejlesztés és az innováció területén való hosszú távú partnerséget célozza. A megállapodás célja a műszaki felsőoktatás támogatása, valamint a mérnöki utánpótlás biztosítása az infrastruktúraépítés ágazatában.

### Főbb tevékenységek
- Vasúti pálya építése, átépítése és karbantartása
- Teljes körű infrastruktúra-tervezés
- Biztosítóberendezések telepítése
- Út- és hídépítés
- Közműkiváltás és -építés
- Műtárgyépítés
- Áruszállítás